# Invading My Mind
"Invading My Mind" là bài hát được thu âm bởi nghệ sĩ người Mỹ Jennifer Lopez cho album phòng thu thứ bảy của cô, Love? (2011).

## Bảng xếp hạng
- Sách: Love?

| Bảng xếp hạng (2011)                           | Vị trí cao nhất |
| ---------------------------------------------- | --------------- |
| South Korea (Gaon International Digital Chart) | 43              |